# Instituto Japonés de la Imagen en Movimiento
El Instituto Japonés de la Imagen en Movimiento (en japonés: 日本映画大学 Nihon Eiga Daigaku) antes conocida como la Escuela Técnica de Radiodifusión de Yokohama, es una escuela de cine en el país asiático de Japón. Fue fundada en 1975 por el director de cine Shohei Imamura. Mientras que a un estudiante en esta escuela, el director Takashi Miike se le dio su primer trabajo cinematográfico, como ayudante de dirección en la película de 1987 Imamura Zegen. El actual presidente es Tadao Sato. 